# Andrew Holness
Andrew Michael Holness (sinh ngày 22 Tháng Bảy năm 1972) là một chính trị gia người Jamaica, người tái đắc cử Thủ tướng Jamaica vào ngày 25 tháng 2 năm 2016. Ông cũng từng làm Thủ tướng từ tháng 10 năm 2011 đến tháng 1 năm 2012. Trước đó, ông từng là Bộ trưởng Bộ Giáo dục từ năm 2007 đến năm 2012. Ngay sau khi nhậm chức, ông đã dẫn dắt đảng của ông, Đảng Lao động Jamaica, giành thắng lợi trong cuộc tổng tuyển cử tháng 12 năm 2011. Ông từng là lãnh đạo của phe đối lập từ tháng 1 năm 2012 đến tháng năm 2016.
Holness là người trẻ nhất trở thành thủ tướng trong lịch sử của Jamaica, cũng như Thủ tướng thứ chín của đất nước nói chung. Ông là Thủ tướng cũng lần đầu tiên được sinh ra vào thời kỳ hậu độc lập Jamaica.